# Henry Wirz

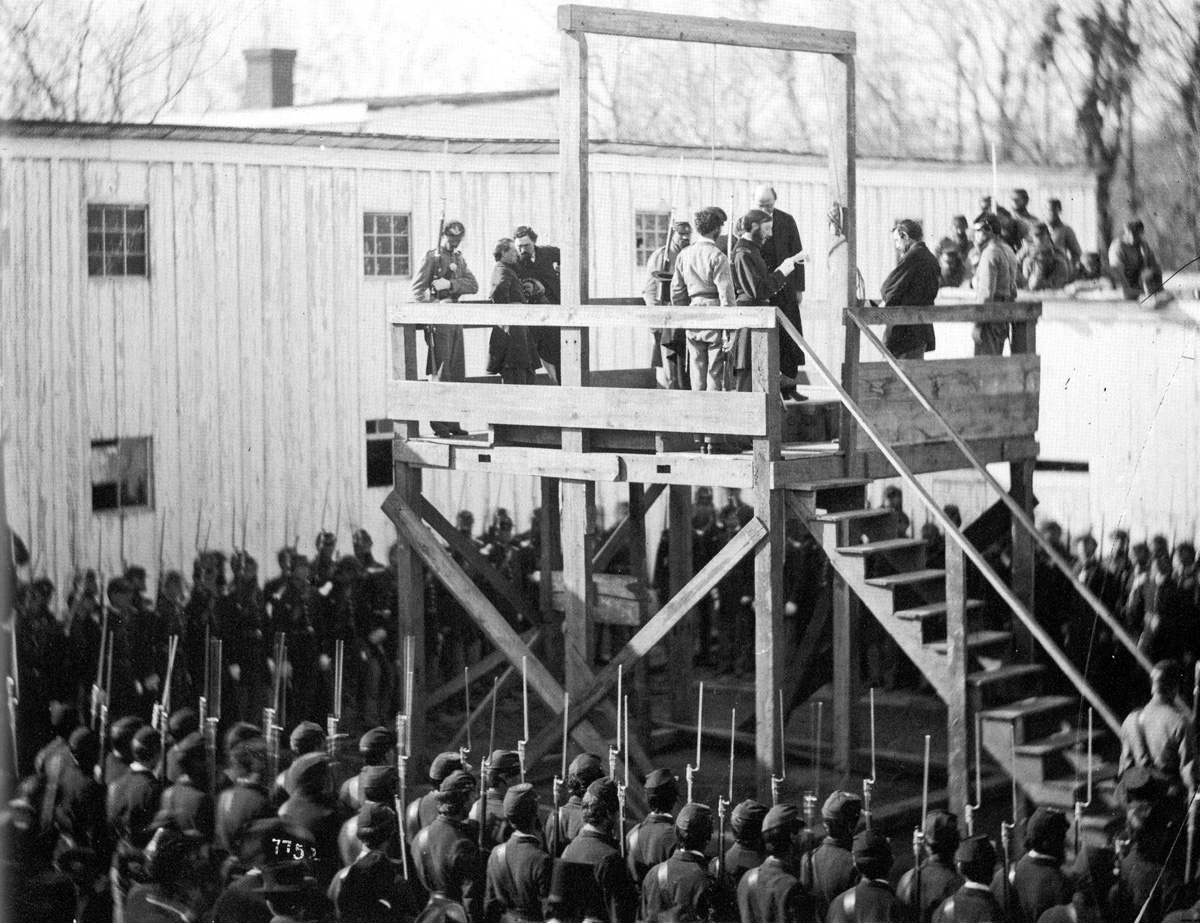
Henry Wirz momentos antes de la ejecución.

Heinrich Hartmann Wirz, más conocido como Henry Wirz (Zúrich, Suiza, 15 de noviembre de 1823-Washington D. C., Estados Unidos, 10 de noviembre de 1865), fue un oficial de la Confederación, juzgado y ejecutado al final de la guerra civil estadounidense por conspiración y asesinato en relación con su dominio del campo de Sumter.

## Primeros años
Nacido en Zúrich, Suiza, Wirz se graduó de la Universidad de Zúrich, pero no hay evidencias de que obtuviera el título. Wirz ejerció la medicina en Suiza durante un tiempo antes de emigrar a los EE. UU. en 1849, junto a una parte de la población que huyó de las revoluciones fallidas de 1848 en los estados alemanes y Centroeuropa, (como la guerra Sonderbund). Wirz se había casado en 1845 y tuvo dos hijas. También consta que fue encarcelado brevemente sin motivo conocido.
Estableció un consultorio médico en Kentucky, donde se casó con una metodista viuda llamada Wolfe. Junto a sus dos hijas se trasladó a Luisiana. En 1855 su esposa dio a luz a su hija Cora.

## Guerra Civil
Cuando la guerra civil estadounidense estalló en 1861, Wirz fue voluntario en la Compañía A, del cuarto batallón de Luisiana, sirviendo en el Ejército de los Estados Confederados. Se discute si participó en la batalla de Seven Pines en mayo de 1862, durante la cual supuestamente fue gravemente herido por una bala Minie y perdió la sensibilidad del brazo derecho. No hay registro oficial para dar crédito a cualquier participación en este o cualquier otro asunto militar antes de ser director de Andersonville. Wirz supuestamente después se desempeñó como guardia de prisión en Alabama, después fue trasladado a ayudar a proteger a los presos federales encarcelados en Richmond, Virginia. Debido a su lesión, Wirz fue asignado con el personal del general John H. Winder, quien estaba a cargo de la Confederación de los campos de prisioneros de guerra.
En febrero de 1864, el gobierno confederado estableció el campamento de Sumter, una gran prisión militar en Georgia, cerca de la estación de ferrocarril de Anderson (como se llamaba entonces), para albergar a los prisioneros de guerra de la Unión. En marzo, Wirz tomó el mando de Campo Sumter, donde permaneció durante más de un año.
Wirz fue detenido el 7 de mayo de 1865 en Andersonville (Georgia), por un contingente de caballería federal y llevado en tren a Washington D. C., donde el gobierno federal lo juzgó por conspirar y poner en peligro la vida de los prisioneros de guerra de la Unión. Un tribunal militar se reunió con el General Lewis Wallace. Los otros miembros de la comisión fueron Guerxon Mott, John W. Geary, Tomàs Lorenzo, Fessenden Francis, Edward S. Bragg, John F. Balli, John H. Stibbs. Norton P. Chipman fue el fiscal.
En julio de 1865, el juicio se celebró en el edificio del Capitolio y se prolongó durante dos meses, fue un popular tema que monopoliza las portadas de los diarios a lo largo de los Estados Unidos. El tribunal escuchó los testimonios de ex reclusos, oficiales confederados e inclusive a los habitantes de Andersonville. Finalmente, a principios de noviembre, la comisión anunció que había encontrado a Wirz culpable de los cargos de conspiración, junto con 11 de 13 cargos fue condenado a muerte.
En una carta al presidente Andrew Johnson, Wirz pidió clemencia, pero la carta no fue contestada. Wirz fue ahorcado en Washington D. C., en el lugar actual de la Corte Suprema de los Estados Unidos. Fue enterrado más tarde en el Cementerio del Monte de los Olivos, en Washington D. C. sobrevivieron su esposa y una hija.

## Otros proyectos
- Wikimedia Commons alberga una categoría multimedia sobre Henry Wirz.

- Datos: Q124334
- Multimedia: Henry Wirz / Q124334